# 塔原城
塔原城（とうのはらじょう）は、長野県安曇野市明科中川手にあった日本の城。標高750メートルにある。文献によっては塔ノ原城とも表記され、「塔ノ原城跡」の名で安曇野市指定史跡に指定されている。

## 概要
長峰山が会田川に突き出した尾根先にあり、低地に会田街道が通る。鎌倉時代に海野幸継（海野氏）の三男である塔原三郎幸次が築城したと伝わる。塩尻峠の戦いで武田晴信により光城が落城した1553年（天文22年）に、刈谷原城などとともに攻め落とされたものと思われる。
本城のある平地は南に一の廓、北に二の郭に分かれる。一の廓は南北40メートル、東西17メートルの長方形で、南端には土塁が築かれ、西南端には虎口跡が残る。二の郭は南北25メートル、東西15メートルの長方形で、北と東に土塁跡があり、斜面には石壁が残る。帯郭は、本郭の東斜面に5箇所あり、北東の尾根には土塁が残る。